# Sandtjärndalen
Sandtjärndalen är ett naturreservat i Åre kommun i Jämtlands län.
Området är naturskyddat sedan 2007 och är 400 hektar stort. Reservatet ligger på höjden Snöskallarnas nordostsluttning och består av barrskog med inslag av lövträd och flera mindre sjöar.